# Convocazioni per la Coppa delle nazioni africane 2012
Elenco dei giocatori convocati da ciascuna nazionale partecipante alla Coppa delle nazioni africane 2012.
L'età dei giocatori riportata è relativa al 21 gennaio, data di inizio della manifestazione.

## Gruppo A

### Guinea Equatoriale
Allenatore:  Gílson Paulo
| 1  | P | Danilo             | 5 marzo 1982 (29 anni)      | 20 | 0 | América-PE             |  |  |
| 16 | P | Felipe Ovono       | 26 luglio 1993 (18 anni)    | 2  | 0 | Sony de Elá Nguema     |  |  |
| 22 | P | Achille Pensy      | 5 gennaio 1987 (25 anni)    | 5  | 0 | The Panthers           |  |  |
|    |   |                    |                             |    |   |                        |  |  |
| 2  | D | Dani Evuy          | 11 marzo 1985 (26 anni)     | 5  |   | Villaviciosa de Odón   |  |  |
| 3  | D | Kily               | 5 febbraio 1984 (27 anni)   | 11 | 0 | Langreo                |  |  |
| 4  | D | Rui                | 28 maggio 1985 (26 anni)    | 4  | 0 | UD Logroñés            |  |  |
| 5  | D | Sipo               | 21 aprile 1988 (23 anni)    | 8  | 0 | CD Badajoz             |  |  |
| 15 | D | Lawrence Doe       | 23 maggio 1978 (33 anni)    | 13 |   | Al-Shabab              |  |  |
| 19 | D | José Bokung        | 31 dicembre 1987 (24 anni)  | 8  |   | Club Deportivo Mongomo |  |  |
| 21 | D | Fousseny Kamissoko | 5 aprile 1983 (28 anni)     | 2  |   | Al-Suwaiq              |  |  |
|    |   |                    |                             |    |   |                        |  |  |
| 6  | C | Juvenal            | 3 aprile 1979 (32 anni)     | 11 |   | CE Sabadell            |  |  |
| 7  | C | Narcisse Ekanga    | 30 luglio 1981 (30 anni)    | 4  |   | TP Mazembe             |  |  |
| 13 | C | Jean-Maxime Ndongo | 8 novembre 1992 (19 anni)   | 3  |   | Club Deportivo Mongomo |  |  |
| 14 | C | Ben Konaté         | 27 dicembre 1986 (25 anni)  | 5  |   | The Panthers           |  |  |
| 17 | C | Rolan de la Cruz   | 3 ottobre 1984 (27 anni)    | 3  |   | Fortaleza              |  |  |
| 18 | C | Viera Ellong       | 14 giugno 1987 (24 anni)    | 1  |   | Sony de Elá Nguema     |  |  |
| 20 | C | Daniel Ekedo       | 19 settembre 1989 (22 anni) | 6  |   | San Roque de Lepe      |  |  |
|    |   |                    |                             |    |   |                        |  |  |
| 8  | A | Randy              | 2 giugno 1987 (24 anni)     | 6  | 1 | Las Palmas             |  |  |
| 9  | A | Rodolfo Bodipo     | 25 ottobre 1977 (34 anni)   | 11 | 4 | Deportivo La Coruña    |  |  |
| 10 | A | Iván Bolado        | 3 luglio 1989 (22 anni)     | 1  | 0 | FC Cartagena           |  |  |
| 11 | A | Javier Balboa      | 13 maggio 1985 (26 anni)    | 9  | 0 | Beira-Mar              |  |  |
| 12 | A | Thierry Fidjeu     | 13 ottobre 1982 (29 anni)   | 5  |   | Svincolato             |  |  |
| 23 | A | Raúl Fabiani       | 23 febbraio 1984 (27 anni)  | 0  |   | Alcoyano               |  |  |

### Libia
Allenatore:  Marcos Paquetá
| 1  | P | Samir Aboud          | 29 settembre 1972 (39 anni) |  |  | Al-Ittihad Tripoli |  |  |
| 12 | P | Guma Mousa Agtait    | 1º dicembre 1978 (33 anni)  |  |  | Al-Ahly Tripoli    |  |  |
| 22 | P | Muhammad Nashnoush   | 15 giugno 1988 (23 anni)    |  |  | Al-Ittihad Tripoli |  |  |
|    |   |                      |                             |  |  |                    |  |  |
| 2  | D | Rabea Aboubaker      | 1º dicembre 1990 (21 anni)  |  |  | Club Africain      |  |  |
| 3  | D | Abdulaziz Belraysh   | 12 luglio 1990 (21 anni)    |  |  | Al-Ittihad Tripoli |  |  |
| 4  | D | Ahmed Alwani         | 19 agosto 1981 (30 anni)    |  |  | Al-Madina          |  |  |
| 5  | D | Younes Al-Shibani    | 27 giugno 1981 (30 anni)    |  |  | OC Khouribga       |  |  |
| 7  | D | Osama Chtiba         | 27 settembre 1988 (23 anni) |  |  | Nejmeh SC          |  |  |
| 11 | D | Muhammad Al-Maghrabi | 19 aprile 1985 (26 anni)    |  |  | OC Khouribga       |  |  |
| 13 | D | Mohamed El Monir     | 8 aprile 1992 (19 anni)     |  |  | FK Jagodina        |  |  |
| 14 | D | Ali Salama           | 18 settembre 1987 (24 anni) |  |  | Olympique Béja     |  |  |
|    |   |                      |                             |  |  |                    |  |  |
| 6  | C | Mohamed Esnani       | 13 maggio 1984 (27 anni)    |  |  | US Monastir        |  |  |
| 8  | C | Abdallah Sharif      | 30 marzo 1985 (26 anni)     |  |  | Al-Madina          |  |  |
| 15 | C | Marwan Mabrouk       | 15 dicembre 1989 (22 anni)  |  |  | Al-Ittihad Tripoli |  |  |
| 16 | C | Abubakr Al-Abaidy    | 27 ottobre 1981 (30 anni)   |  |  | Al-Nasr Benghazi   |  |  |
| 17 | C | Walid El-Khatrouchi  | 6 novembre 1985 (26 anni)   |  |  | Al-Ittihad Tripoli |  |  |
| 18 | C | Faisal Saleh         | 4 giugno 1990 (21 anni)     |  |  | Al-Ahly Benghazi   |  |  |
| 21 | C | Moataz Ben Amer      | 2 febbraio 1981 (30 anni)   |  |  | Al-Ahly Benghazi   |  |  |
| 23 | C | Djamal Mahamat       | 26 aprile 1983 (28 anni)    |  |  | SC Braga           |  |  |
|    |   |                      |                             |  |  |                    |  |  |
| 9  | A | Mohamed Ghanudi      | 22 novembre 1992 (19 anni)  |  |  | Al-Ahly Tripoli    |  |  |
| 10 | A | Ahmed Saad Osman     | 7 agosto 1979 (32 anni)     |  |  | Club Africain      |  |  |
| 19 | A | Ahmed Al-Zwei        | 28 dicembre 1982 (29 anni)  |  |  | CA Bizertin        |  |  |
| 20 | A | Ihaab Boussefi       | 23 giugno 1985 (26 anni)    |  |  | Al-Ittihad Tripoli |  |  |

### Senegal
Allenatore:  Amara Traoré
| 1  | P | Bouna Coundoul       | 4 marzo 1982 (29 anni)     | 7  | 0  | Svincolato          |  |  |
| 16 | P | Khadim N'Diaye       | 30 ottobre 1984 (27 anni)  | 7  | 0  | Linguere            |  |  |
| 23 | P | Pape Latyr Ndiaye    | 4 aprile 1985 (26 anni)    | 1  | 0  | Oukam               |  |  |
|    |   |                      |                            |    |    |                     |  |  |
| 3  | D | Ludovic Sané         | 22 marzo 1987 (24 anni)    | 4  | 0  | Bordeaux            |  |  |
| 4  | D | Pape Diakhaté        | 21 giugno 1984 (27 anni)   | 39 | 0  | Granada             |  |  |
| 5  | D | Souleymane Diawara   | 24 dicembre 1978 (33 anni) | 37 | 1  | Marsiglia           |  |  |
| 6  | D | Abdou Kader Mangane  | 23 marzo 1983 (28 anni)    | 14 | 1  | Rennes              |  |  |
| 12 | D | Moustapha Bayal Sall | 30 novembre 1985 (26 anni) | 7  | 1  | Saint-Étienne       |  |  |
| 13 | D | Jacques Faty         | 25 febbraio 1984 (27 anni) | 6  | 0  | Sivasspor           |  |  |
| 17 | D | Omar Daf             | 12 febbraio 1977 (34 anni) | 51 | 0  | Brest               |  |  |
| 20 | D | Armand Traoré        | 8 ottobre 1989 (22 anni)   | 2  | 0  | Queens Park Rangers |  |  |
| 22 | D | Cheikh M'Bengue      | 23 luglio 1988             | 2  | 0  | Tolosa              |  |  |
|    |   |                      |                            |    |    |                     |  |  |
| 2  | C | Rémi Gomis           | 14 febbraio 1984 (27 anni) | 6  | 0  | Valenciennes        |  |  |
| 10 | C | Issiar Dia           | 8 giugno 1987 (24 anni)    | 11 | 2  | Fenerbahçe          |  |  |
| 14 | C | Deme N'Diaye         | 28 gennaio 1980 (31 anni)  | 8  | 0  | Arles-Avignon       |  |  |
| 18 | C | Guirane N'Daw        | 24 aprile 1984 (27 anni)   | 39 | 3  | Birmingham City     |  |  |
| 21 | C | Mohamed Diamé        | 14 giugno 1987 (24 anni)   | 3  | 0  | Wigan               |  |  |
|    |   |                      |                            |    |    |                     |  |  |
| 7  | A | Moussa Sow           | 19 gennaio 1986 (26 anni)  | 12 | 5  | Lille               |  |  |
| 8  | A | Mamadou Niang        | 13 ottobre 1979 (32 anni)  | 52 | 26 | Al-Sadd             |  |  |
| 9  | A | Souleymane Camara    | 22 dicembre 1982 (29 anni) | 27 | 6  | Montpellier         |  |  |
| 11 | A | Dame N'Doye          | 21 febbraio 1985 (26 anni) | 6  | 2  | Copenaghen          |  |  |
| 15 | A | Papiss Cissé         | 3 giugno 1985 (26 anni)    | 12 | 8  | Newcastle           |  |  |
| 19 | A | Demba Ba             | 25 maggio 1985 (26 anni)   | 11 | 3  | Newcastle           |  |  |

### Zambia
Allenatore:  Hervé Renard
| 1  | P | Kalililo Kakonje    | 1º gennaio 1985 (27 anni)   | 19 | 0  | TP Mazembe          |  |  |
| 16 | P | Kennedy Mweene      | 11 dicembre 1984 (27 anni)  | 60 | 0  | Free State Stars    |  |  |
| 22 | P | Joshua Titima       | 20 ottobre 1992 (19 anni)   | 0  | 0  | Power Dynamos       |  |  |
|    |   |                     |                             |    |    |                     |  |  |
| 2  | D | Francis Kasonde     | 1º settembre 1986 (25 anni) | 29 | 2  | TP Mazembe          |  |  |
| 4  | D | Joseph Musonda      | 30 maggio 1977 (34 anni)    | 73 | 0  | Golden Arrows       |  |  |
| 5  | D | Hichani Himoonde    | 15 giugno 1985 (26 anni)    | 19 | 2  | TP Mazembe          |  |  |
| 6  | D | Davies Nkausu       | 1º gennaio 1986 (26 anni)   | 3  | 0  | Supersport United   |  |  |
| 13 | D | Stophira Sunzu      | 22 giugno 1989 (22 anni)    | 24 | 2  | TP Mazembe          |  |  |
| 15 | D | Kampamba Chintu     | 28 dicembre 1980 (31 anni)  | 29 | 0  | Bidvest Wits        |  |  |
| 23 | D | Nyambe Mulenga      | 27 agosto 1987 (24 anni)    | 25 | 0  | Zesco United        |  |  |
|    |   |                     |                             |    |    |                     |  |  |
| 3  | C | Chisamba Lungu      | 31 gennaio 1991 (20 anni)   | 2  | 0  | Ural                |  |  |
| 7  | C | Clifford Mulenga    | 5 agosto 1987 (24 anni)     | 21 | 2  | Bloemfontein Celtic |  |  |
| 8  | C | Isaac Chansa        | 23 marzo 1984 (27 anni)     | 38 | 1  | Orlando Pirates     |  |  |
| 10 | C | Felix Katongo       | 18 aprile 1984 (27 anni)    | 46 | 5  | Green Buffaloes     |  |  |
| 14 | C | Noah Chivuta        | 25 dicembre 1983 (28 anni)  | 22 | 2  | Free State Stars    |  |  |
| 17 | C | Rainford Kalaba     | 14 agosto 1986 (25 anni)    | 53 | 9  | TP Mazembe          |  |  |
| 19 | C | Nathan Sinkala      | 23 aprile 1991 (20 anni)    | 2  | 0  | Green Buffaloes     |  |  |
|    |   |                     |                             |    |    |                     |  |  |
| 9  | A | Collins Mbesuma     | 3 febbraio 1984 (27 anni)   | 36 | 14 | Golden Arrows       |  |  |
| 11 | A | Christopher Katongo | 31 agosto 1982 (29 anni)    | 64 | 14 | Henan Construction  |  |  |
| 12 | A | James Chamanga      | 2 febbraio 1980 (31 anni)   | 37 | 12 | Dalian Shide        |  |  |
| 18 | A | Evans Kangwa        | 21 giugno 1994 (17 anni)    | 1  | 0  | Nkana               |  |  |
| 20 | A | Emmanuel Mayuka     | 21 novembre 1990 (21 anni)  | 26 | 6  | Young Boys          |  |  |
| 21 | A | Jonas Sakuwaha      | 22 luglio 1983 (28 anni)    | 13 | 1  | Al-Merreikh         |  |  |

## Gruppo B

### Costa d'Avorio
Allenatore:  François Zahoui
| 1  | P | Boubacar Barry     | 30 dicembre 1979 (32 anni) | 55 |  | Lokeren             |  |  |
| 16 | P | Daniel Yeboah      | 13 novembre 1984 (27 anni) | 9  |  | Dijon               |  |  |
| 23 | P | Gérard Gnanhouan   | 12 febbraio 1979 (32 anni) | 9  |  | Avranches           |  |  |
|    |   |                    |                            |    |  |                     |  |  |
| 2  | D | Benjamin Angoua    | 28 novembre 1986 (25 anni) | 11 |  | Valenciennes        |  |  |
| 3  | D | Arthur Boka        | 2 aprile 1983 (28 anni)    | 62 |  | Stoccarda           |  |  |
| 4  | D | Kolo Touré         | 19 marzo 1981 (30 anni)    | 88 |  | Manchester City     |  |  |
| 17 | D | Siaka Tiéné        | 22 febbraio 1982 (29 anni) | 69 |  | Paris Saint-Germain |  |  |
| 20 | D | Igor Lolo          | 22 luglio 1982 (29 anni)   | 11 |  | Kuban Krasnodar     |  |  |
| 21 | D | Emmanuel Eboué     | 4 giugno 1983 (28 anni)    | 67 |  | Galatasaray         |  |  |
| 22 | D | Souleymane Bamba   | 13 gennaio 1985 (27 anni)  | 19 |  | Leicester City      |  |  |
|    |   |                    |                            |    |  |                     |  |  |
| 5  | C | Didier Zokora      | 14 dicembre 1980 (31 anni) | 96 |  | Trabzonspor         |  |  |
| 6  | C | Jean-Jacques Gosso | 15 marzo 1983 (28 anni)    | 10 |  | Orduspor            |  |  |
| 9  | C | Cheik Tioté        | 21 giugno 1986 (25 anni)   | 22 |  | Newcastle Utd       |  |  |
| 13 | C | Didier Ya Konan    | 25 febbraio 1984 (27 anni) | 9  |  | Hannover 96         |  |  |
| 14 | C | Kafoumba Coulibaly | 26 ottobre 1985 (26 anni)  | 6  |  | Nice                |  |  |
| 15 | C | Max Gradel         | 30 novembre 1987 (24 anni) | 4  |  | Saint-Étienne       |  |  |
| 19 | C | Yaya Touré         | 13 maggio 1983 (28 anni)   | 61 |  | Manchester City     |  |  |
|    |   |                    |                            |    |  |                     |  |  |
| 7  | A | Seydou Doumbia     | 31 dicembre 1987 (24 anni) | 14 |  | CSKA Mosca          |  |  |
| 8  | A | Salomon Kalou      | 5 agosto 1985 (26 anni)    | 40 |  | Chelsea             |  |  |
| 10 | A | Gervinho           | 27 maggio 1987 (24 anni)   | 31 |  | Arsenal             |  |  |
| 11 | A | Didier Drogba      | 11 marzo 1978 (33 anni)    | 74 |  | Chelsea             |  |  |
| 12 | A | Wilfried Bony      | 10 dicembre 1988 (23 anni) | 7  |  | Vitesse Arnhem      |  |  |
| 18 | A | Abdul Kader Keïta  | 6 agosto 1981 (30 anni)    | 63 |  | Al-Sadd             |  |  |

### Sudan
Allenatore:  Mohamed Abdallah
| 1  | P | Bhaldien Mohammed         | 1º gennaio 1979 (33 anni)   |  |  | Al-Merreikh Sporting Club |  |  |
| 16 | P | Moez Mahgoub              | 14 agosto 1978 (33 anni)    |  |  | Al-Hilal                  |  |  |
| 21 | P | Akram El Hadi             | 27 febbraio 1987 (24 anni)  |  |  | Al-Merreikh Sporting Club |  |  |
|    |   |                           |                             |  |  |                           |  |  |
| 3  | D | Mowaia Bashir             | 17 aprile 1986 (25 anni)    |  |  | Al-Ittihad                |  |  |
| 4  | D | Najem Abdullah            | 17 novembre 1987 (24 anni)  |  |  | Al-Merreikh Sporting Club |  |  |
| 6  | D | Mosaab Omer               | 4 giugno 1984 (27 anni)     |  |  | Al-Merreikh Sporting Club |  |  |
| 13 | D | Amir Kamal                | 13 settembre 1987 (24 anni) |  |  | Al-Merreikh Sporting Club |  |  |
| 14 | D | Balla Jabir               | 12 settembre 1985 (26 anni) |  |  | Al-Merreikh Sporting Club |  |  |
| 15 | D | Ahmed Al-Basha            | 2 gennaio 1982 (30 anni)    |  |  | Al-Merreikh Sporting Club |  |  |
| 18 | D | Khalifa Ahmed             | 23 novembre 1983 (28 anni)  |  |  | Al-Hilal                  |  |  |
|    |   |                           |                             |  |  |                           |  |  |
| 2  | C | Mohammed Eldin            | 19 marzo 1985 (26 anni)     |  |  | Al-Hasahesa               |  |  |
| 5  | C | Ala'a Yousif              | 3 gennaio 1982 (30 anni)    |  |  | Al-Hilal                  |  |  |
| 8  | C | Haitham Mustafa           | 19 luglio 1977 (34 anni)    |  |  | Al-Hilal                  |  |  |
| 10 | C | Muhannad Tahir            | 3 dicembre 1984 (27 anni)   |  |  | Al-Hilal                  |  |  |
| 11 | C | Faisal Agab               | 24 agosto 1978 (33 anni)    |  |  | Al-Merreikh Sporting Club |  |  |
| 12 | C | Bader Galag               | 4 ottobre 1981 (30 anni)    |  |  | Al-Merreikh Sporting Club |  |  |
| 19 | C | Mohamed Bashir            | 23 maggio 1987 (24 anni)    |  |  | Al-Hilal                  |  |  |
| 20 | C | Mohammed Musa             | 7 agosto 1990 (21 anni)     |  |  | Al-Nsoor                  |  |  |
| 23 | C | Nazar Hamid               | 3 ottobre 1988 (23 anni)    |  |  | Al-Hilal                  |  |  |
|    |   |                           |                             |  |  |                           |  |  |
| 7  | A | Ramadan Agab              | 20 febbraio 1986 (25 anni)  |  |  | Al-Mourada                |  |  |
| 9  | D | Saif Eldin                | 1º gennaio 1981 (31 anni)   |  |  | Al-Hilal                  |  |  |
| 17 | A | Mudathir El-Tahir         | 23 luglio 1988 (23 anni)    |  |  | Al-Hilal                  |  |  |
| 22 | A | Abdelrahman Isaac Karongo | 28 novembre 1978 (33 anni)  |  |  | Al-Merreikh Sporting Club |  |  |

### Burkina Faso
Allenatore:  Paulo Duarte
| 1  | P | Daouda Diakité        | 30 marzo 1983 (28 anni)     | 18 | 0  | Turnhout            |  |  |
| 16 | P | Adama Sawadogo        | 20 gennaio 1990 (22 anni)   | 1  | 0  | Yennenga            |  |  |
| 23 | P | Germain Sanou         | 26 maggio 1992 (19 anni)    | 6  | 0  | Saint-Étienne       |  |  |
|    |   |                       |                             |    |    |                     |  |  |
| 2  | D | Ibrahim Gnanou        | 8 novembre 1986 (25 anni)   | 5  | 0  | Alania Vladikavkaz  |  |  |
| 4  | D | Mamadou Tall          | 4 dicembre 1982 (29 anni)   | 38 | 0  | Persepolis          |  |  |
| 6  | D | Bakary Koné           | 27 aprile 1988 (23 anni)    | 9  | 0  | Lione               |  |  |
| 17 | D | Paul Koulibaly        | 24 marzo 1986 (25 anni)     | 13 | 0  | Olympique Charleroi |  |  |
| 22 | D | Saïdou Panandétiguiri | 22 marzo 1984 (27 anni)     | 41 | 2  | Valletta            |  |  |
|    |   |                       |                             |    |    |                     |  |  |
| 3  | C | Djakaridja Koné       | 22 luglio 1986 (25 anni)    | 5  | 0  | Dinamo Bucarest     |  |  |
| 5  | C | Mohamed Koffi         | 30 dicembre 1986 (25 anni)  | 5  | 0  | Petrojet            |  |  |
| 7  | C | Florent Rouamba       | 31 dicembre 1986 (25 anni)  | 19 | 1  | Sheriff Tiraspol    |  |  |
| 8  | C | Mahamoudou Kéré       | 2 gennaio 1982 (30 anni)    | 41 | 2  | Konyaspor           |  |  |
| 10 | C | Alain Traoré          | 31 dicembre 1988 (23 anni)  | 18 | 8  | Auxerre             |  |  |
| 11 | C | Jonathan Pitroipa     | 12 aprile 1986 (25 anni)    | 24 | 3  | Rennes              |  |  |
| 14 | C | Benjamin Balima       | 20 marzo 1985 (26 anni)     | 7  | 2  | Sheriff Tiraspol    |  |  |
| 18 | C | Charles Kaboré        | 9 febbraio 1988 (23 anni)   | 24 | 2  | Marsiglia           |  |  |
| 19 | C | Bertrand Traoré       | 6 settembre 1995 (16 anni)  | 1  | 0  | Chelsea             |  |  |
| 21 | C | Abdou Razack Traoré   | 28 dicembre 1988 (23 anni)  | 2  | 1  | Lechia Danzica      |  |  |
|    |   |                       |                             |    |    |                     |  |  |
| 9  | A | Moumouni Dagano       | 3 gennaio 1981 (31 anni)    | 48 | 23 | Al-Khor             |  |  |
| 12 | A | Préjuce Nakoulma      | 21 aprile 1987 (24 anni)    | 2  | 0  | Górnik Zabrze       |  |  |
| 13 | A | Aristide Bancé        | 19 settembre 1984 (27 anni) | 12 | 2  | Samsunspor          |  |  |
| 15 | A | Narcisse Yaméogo      | 19 novembre 1980 (31 anni)  | 42 | 6  | Camacha             |  |  |
| 20 | A | Issiaka Ouédraogo     | 19 agosto 1988 (23 anni)    | 1  | 0  | Admira Wacker       |  |  |

### Angola
Allenatore:  Lito Vidigal
| 1  | P | Wilson          | 22 luglio 1984 (27 anni)    | 5  |  | 1º de Agosto     |  |  |
| 13 | P | Carlos          | 8 dicembre 1979 (32 anni)   | 12 |  | Svincolato       |  |  |
| 22 | P | Hugo Marques    | 15 gennaio 1986 (26 anni)   | 1  |  | Kabuscorp        |  |  |
|    |   |                 |                             |    |  |                  |  |  |
| 2  | D | Marco Airosa    | 6 agosto 1984 (27 anni)     | 16 |  | AEL Limassol     |  |  |
| 4  | D | Dani Massunguna | 1º maggio 1986 (25 anni)    | 9  |  | 1º de Agosto     |  |  |
| 5  | D | Kali            | 11 ottobre 1978 (33 anni)   | 59 |  | 1º de Agosto     |  |  |
| 10 | D | Zuela           | 3 agosto 1983 (28 anni)     | 12 |  | Atromitos        |  |  |
| 14 | D | Amaro           | 12 novembre 1986 (25 anni)  | 11 |  | 1º de Agosto     |  |  |
| 21 | D | Mingo Bile      | 15 giugno 1987 (24 anni)    | 5  |  | 1º de Agosto     |  |  |
|    |   |                 |                             |    |  |                  |  |  |
| 3  | C | Osório          | 24 luglio 1981 (30 anni)    | 4  |  | Caála            |  |  |
| 6  | C | Dédé            | 4 luglio 1981 (30 anni)     | 20 |  | AEL Limassol     |  |  |
| 8  | C | André Macanga   | 14 maggio 1978 (33 anni)    | 55 |  | Al-Jahra         |  |  |
| 11 | C | Gilberto        | 21 settembre 1982 (29 anni) | 55 |  | Lierse           |  |  |
| 12 | C | Jaime           | 21 maggio 1982 (29 anni)    | 0  |  | Progresso Luanda |  |  |
| 15 | C | Miguel          | 17 settembre 1991 (20 anni) | 8  |  | Petro Atlético   |  |  |
|    |   |                 |                             |    |  |                  |  |  |
| 7  | A | Djalma          | 30 maggio 1987 (24 anni)    | 19 |  | Porto            |  |  |
| 9  | A | Manucho         | 7 marzo 1983 (28 anni)      | 32 |  | Real Valladolid  |  |  |
| 16 | A | Flávio          | 30 dicembre 1979 (32 anni)  | 62 |  | Lierse           |  |  |
| 17 | A | Mateus          | 19 giugno 1984 (27 anni)    | 26 |  | Nacional         |  |  |
| 18 | A | Love            | 14 marzo 1979 (32 anni)     | 50 |  | Petro Atlético   |  |  |
| 19 | A | Nando Rafael    | 10 gennaio 1984 (28 anni)   | 0  |  | Augsburg         |  |  |
| 20 | A | Manucho Barros  | 19 aprile 1986 (25 anni)    | 1  |  | Interclube       |  |  |
| 23 | A | José Vunguidica | 3 gennaio 1990 (22 anni)    | 8  |  | Preußen Münster  |  |  |

## Gruppo C

### Gabon
Allenatore:  Gernot Rohr
| 1  | P | Didier Ovono              | 23 gennaio 1983 (28 anni)  |  |  | Le Mans                            |  |  |
| 16 | P | Yann Bidonga              | 20 marzo 1979 (32 anni)    |  |  | Mangasport                         |  |  |
| 23 | P | Yves Bitséki              | 23 aprile 1983 (28 anni)   |  |  | Bitam                              |  |  |
|    |   |                           |                            |  |  |                                    |  |  |
| 2  | D | Georges Ambourouet        | 1º maggio 1986 (25 anni)   |  |  | Missile                            |  |  |
| 3  | D | Edmond Mouele             | 18 febbraio 1982 (29 anni) |  |  | Mangasport                         |  |  |
| 4  | D | Rémy Ebanega              | 17 novembre 1989 (22 anni) |  |  | Bitam                              |  |  |
| 5  | D | Bruno Ecuele Manga        | 16 luglio 1988 (23 anni)   |  |  | Lorient                            |  |  |
| 12 | D | Henri Junior Ndong        | 23 agosto 1992 (19 anni)   |  |  | Bitam                              |  |  |
| 17 | D | Moïse Brou Apanga         | 4 febbraio 1982 (29 anni)  |  |  | Brest                              |  |  |
| 19 | D | Rodrigue Moundounga       | 28 agosto 1982 (29 anni)   |  |  | Olympique Béja                     |  |  |
| 22 | D | Charly Moussono           | 15 novembre 1984 (27 anni) |  |  | Missile                            |  |  |
|    |   |                           |                            |  |  |                                    |  |  |
| 6  | C | Cédric Boussoughou        | 20 luglio 1991 (20 anni)   |  |  | Mangasport                         |  |  |
| 8  | C | Lloyd Palun               | 28 novembre 1988 (23 anni) |  |  | Nice                               |  |  |
| 13 | C | Bruno Mbanangoyé Zita     | 15 luglio 1980 (31 anni)   |  |  | Dinamo Minsk                       |  |  |
| 14 | C | Lévy Madinda              | 11 giugno 1992 (19 anni)   |  |  | Celta B                            |  |  |
| 15 | C | André Biyogo Poko         | 7 marzo 1993 (18 anni)     |  |  | Bordeaux                           |  |  |
| 18 | C | Cédric Moubamba           | 14 ottobre 1979 (32 anni)  |  |  | Bitam                              |  |  |
|    |   |                           |                            |  |  |                                    |  |  |
| 7  | A | Stéphane N'Guéma          | 20 novembre 1984 (27 anni) |  |  | Bitam                              |  |  |
| 9  | A | Pierre-Emerick Aubameyang | 18 giugno 1989 (22 anni)   |  |  | Saint-Étienne                      |  |  |
| 10 | A | Daniel Cousin             | 7 febbraio 1977 (34 anni)  |  |  | Football Club Sapins de Libreville |  |  |
| 11 | A | Éric Mouloungui           | 1º aprile 1984 (27 anni)   |  |  | Nice                               |  |  |
| 20 | A | Fabrice Do Marcolino      | 14 marzo 1983 (28 anni)    |  |  | Laval                              |  |  |
| 21 | A | Roguy Méyé                | 7 ottobre 1986 (25 anni)   |  |  | Zalaegerszeg                       |  |  |

### Niger
Allenatore:  Harouna Gabde
| 1  | P | Rabo Saminou         | 23 maggio 1985 (26 anni)    |  |  | Sahel SC                     |  |  |
| 16 | P | Kassaly Daouda       | 19 agosto 1983 (28 anni)    |  |  | Cotonsport Garoua            |  |  |
| 22 | P | Lossény Doumbia      | 5 aprile 1992 (19 anni)     |  |  | DC Motema Pembé              |  |  |
|    |   |                      |                             |  |  |                              |  |  |
| 4  | D | Amadou Kader         | 5 aprile 1989 (22 anni)     |  |  | Olympic F.C.                 |  |  |
| 5  | D | Jimmy Bulus          | 22 ottobre 1986 (25 anni)   |  |  | NA Hussein Dey               |  |  |
| 12 | D | Djibrilla Moussa     | 7 maggio 1992 (19 anni)     |  |  | AS GNN                       |  |  |
| 13 | D | Mohamed Chikoto      | 28 febbraio 1989 (22 anni)  |  |  | Platinum Stars               |  |  |
| 15 | D | Sulliman Mazadou     | 11 aprile 1985 (26 anni)    |  |  | US Marignane                 |  |  |
| 18 | D | Koffi Dan Kowa       | 19 settembre 1989 (22 anni) |  |  | Espérance Sportive de Zarzis |  |  |
| 19 | D | Issiaka Koudize      | 18 ottobre 1990 (21 anni)   |  |  | AS GNN                       |  |  |
| 23 | D | Mohamed Soumaïla     | 30 ottobre 1994 (17 anni)   |  |  | Olympic F.C.                 |  |  |
|    |   |                      |                             |  |  |                              |  |  |
| 3  | C | Abdoul Karim Lancina | 20 maggio 1987 (24 anni)    |  |  | Cotonsport Garoua            |  |  |
| 6  | C | Idrissa Laouali      | 9 novembre 1983 (28 anni)   |  |  | ASFAN                        |  |  |
| 7  | C | Seidou Idrissa       | 24 dicembre 1988 (23 anni)  |  |  | Cotonsport Garoua            |  |  |
| 8  | C | Olivier Bonnes       | 7 febbraio 1990 (21 anni)   |  |  | Lilla                        |  |  |
| 10 | C | Boubacar Talatou     | 12 marzo 1989 (22 anni)     |  |  | Orlando Pirates              |  |  |
| 14 | C | Boubacar Issoufou    | 2 febbraio 1990 (21 anni)   |  |  | F.C. Phuket                  |  |  |
| 17 | C | William N'Gounou     | 31 luglio 1983 (28 anni)    |  |  | IF Limhamn Bunkeflo          |  |  |
| 20 | C | Moutari Amadou       | 19 gennaio 1994 (18 anni)   |  |  | Akokana FC                   |  |  |
| 21 | C | Yacouba Ali          | 6 aprile 1992 (19 anni)     |  |  | Africa Sports                |  |  |
|    |   |                      |                             |  |  |                              |  |  |
| 2  | A | Moussa Maâzou        | 25 agosto 1988 (23 anni)    |  |  | Zulte Waregem                |  |  |
| 9  | A | Daouda Kamilou       | 29 dicembre 1987 (24 anni)  |  |  | CS Sfaxien                   |  |  |
| 11 | A | Alhassane Issoufou   | 1º gennaio 1981 (31 anni)   |  |  | Raja Casablanca              |  |  |

### Marocco
Allenatore:  Eric Gerets
| 1  | P | Nadir Lamyaghri        | 13 febbraio 1976 (35 anni) | 33 | 0  | Wydad Casablanca           |  |  |
| 12 | P | Mohamed Amsif          | 7 febbraio 1989 (22 anni)  | 1  | 0  | Augusta                    |  |  |
| 22 | P | Issam Badda            | 10 maggio 1983 (28 anni)   | 7  | 0  | FUS Rabat                  |  |  |
|    |   |                        |                            |    |    |                            |  |  |
| 2  | D | Mickaël Chrétien       | 10 luglio 1984 (27 anni)   | 25 | 0  | Bursaspor                  |  |  |
| 3  | D | Badr El Kaddouri       | 31 gennaio 1981 (30 anni)  | 42 | 0  | Celtic                     |  |  |
| 4  | D | Ahmed Kantari          | 28 giugno 1985 (26 anni)   | 5  | 0  | Stade Brestois 29          |  |  |
| 5  | D | Mehdi Benatia          | 17 aprile 1987 (24 anni)   | 17 | 1  | Udinese Calcio             |  |  |
| 15 | D | Abdel El Kaoutari      | 17 marzo 1990 (21 anni)    | 3  | 0  | Montpellier Hérault SC     |  |  |
| 16 | D | Jamal Alioui           | 2 giugno 1982 (29 anni)    | 12 | 0  | Al-Kharitiyath Sports Club |  |  |
| 18 | D | Abdelfettah Boukhriss  | 22 ottobre 1986 (25 anni)  | 3  | 0  | FUS Rabat                  |  |  |
| 23 | D | Mustapha Mrani         | 2 marzo 1978 (33 anni)     | 1  | 0  | MAS Fes                    |  |  |
|    |   |                        |                            |    |    |                            |  |  |
| 6  | C | Adil Hermach           | 27 giugno 1986 (25 anni)   | 9  | 0  | Al Hilal                   |  |  |
| 7  | C | Adel Taarabt           | 24 maggio 1989 (22 anni)   | 10 | 3  | Queens Park Rangers        |  |  |
| 8  | C | Karim El Ahmadi        | 27 gennaio 1985 (26 anni)  | 12 | 1  | Feyenoord                  |  |  |
| 10 | C | Younès Belhanda        | 25 febbraio 1990 (21 anni) | 6  | 0  | Montpellier Hérault SC     |  |  |
| 13 | C | Houssine Kharja        | 9 novembre 1982 (29 anni)  | 65 | 6  | Fiorentina                 |  |  |
| 14 | C | Mbark Boussoufa        | 15 agosto 1984 (27 anni)   | 27 | 6  | Anži                       |  |  |
| 19 | C | Mehdi Carcela-González | 1º luglio 1989 (22 anni)   | 3  | 0  | Anži                       |  |  |
|    |   |                        |                            |    |    |                            |  |  |
| 9  | A | Youssef El-Arabi       | 3 febbraio 1987 (24 anni)  | 7  | 1  | Al Hilal                   |  |  |
| 11 | A | Oussama Assaidi        | 15 agosto 1988 (23 anni)   | 6  | 1  | Heerenveen                 |  |  |
| 17 | A | Marouane Chamakh       | 10 gennaio 1984 (28 anni)  | 60 | 17 | Arsenal                    |  |  |
| 20 | A | Youssouf Hadji         | 25 febbraio 1980 (31 anni) | 63 | 17 | Stade Rennais              |  |  |
| 21 | A | Nordin Amrabat         | 31 marzo 1987 (24 anni)    | 2  | 1  | Kayserispor                |  |  |

### Tunisia
Allenatore:  Sami Trabelsi
| 1  | P | Moez Ben Cherifia | 24 giugno 1991 (20 anni)    | 0  | 0  | Espérance            |  |  |
| 16 | P | Aymen Mathlouthi  | 14 settembre 1984 (27 anni) | 27 | 0  | Étoile du Sahel      |  |  |
| 22 | P | Rami Jridi        | 25 aprile 1985 (26 anni)    | 3  | 0  | Stade Tunisien       |  |  |
|    |   |                   |                             |    |    |                      |  |  |
| 2  | D | Bilel Ifa         | 9 marzo 1990 (21 anni)      | 7  | 0  | Club Africain        |  |  |
| 3  | D | Karim Haggui      | 20 gennaio 1984 (28 anni)   | 70 | 6  | Hannover 96          |  |  |
| 5  | D | Ammar Jemal       | 20 aprile 1987 (24 anni)    | 18 | 4  | Colonia              |  |  |
| 12 | D | Khalil Chemmam    | 24 luglio 1987 (24 anni)    | 8  | 0  | Espérance            |  |  |
| 18 | D | Anis Boussaïdi    | 10 aprile 1981 (30 anni)    | 19 | 0  | Rostov               |  |  |
| 20 | D | Aymen Abdennour   | 6 agosto 1989 (22 anni)     | 9  | 1  | Tolosa               |  |  |
|    |   |                   |                             |    |    |                      |  |  |
| 4  | C | Adel Chedli       | 16 settembre 1976 (35 anni) | 55 | 3  | Étoile du Sahel      |  |  |
| 6  | C | Hocine Ragued     | 11 febbraio 1983 (28 anni)  | 30 | 0  | Kardemir Karabükspor |  |  |
| 8  | C | Khaled Korbi      | 16 dicembre 1985 (26 anni)  | 21 | 1  | Espérance            |  |  |
| 9  | C | Yassine Chikhaoui | 22 settembre 1986 (25 anni) | 21 | 3  | Zurigo               |  |  |
| 10 | C | Oussama Darragi   | 3 aprile 1987 (24 anni)     | 23 | 6  | Espérance            |  |  |
| 13 | C | Wissem Ben Yahia  | 9 settembre 1984 (27 anni)  | 21 | 2  | Mersin İdmanyurdu    |  |  |
| 14 | C | Mejdi Traoui      | 13 dicembre 1983 (28 anni)  | 22 | 1  | Espérance            |  |  |
| 21 | C | Jamel Saihi       | 27 gennaio 1987 (24 anni)   | 5  | 1  | Montpellier          |  |  |
|    |   |                   |                             |    |    |                      |  |  |
| 7  | A | Youssef Msakni    | 28 ottobre 1990 (21 anni)   | 6  | 0  | Espérance            |  |  |
| 11 | A | Sami Allagui      | 28 maggio 1986 (25 anni)    | 14 | 5  | Magonza              |  |  |
| 15 | A | Zouheir Dhaouadi  | 1º gennaio 1988 (24 anni)   | 18 | 1  | Club Africain        |  |  |
| 17 | A | Issam Jemâa       | 28 gennaio 1984 (27 anni)   | 57 | 26 | Auxerre              |  |  |
| 19 | A | Saber Khelifa     | 14 ottobre 1986 (25 anni)   | 3  | 1  | Evian TG             |  |  |
| 23 | A | Amine Chermiti    | 26 dicembre 1987 (24 anni)  | 26 | 5  | Zurigo               |  |  |

## Gruppo D

### Ghana
Allenatore:  Goran Stevanović
| 1  | P | Daniel Adjei           | 10 novembre 1989 (22 anni)  | 3  | 0  | Liberty Professionals |  |  |
| 16 | P | Adam Larsen Kwarasey   | 12 dicembre 1987 (24 anni)  | 5  | 0  | Strømsgodset          |  |  |
| 22 | P | Ernest Sowah           | 31 marzo 1988 (23 anni)     | 0  | 0  | Bechem Chelsea        |  |  |
|    |   |                        |                             |    |    |                       |  |  |
| 2  | D | Daniel Opare           | 18 ottobre 1990 (21 anni)   | 7  | 0  | Standard Liegi        |  |  |
| 4  | D | John Paintsil          | 15 giugno 1981 (30 anni)    | 76 | 0  | Leicester City        |  |  |
| 5  | D | John Mensah            | 29 novembre 1982 (29 anni)  | 75 | 1  | Lione                 |  |  |
| 7  | D | Samuel Inkoom          | 22 agosto 1989 (22 anni)    | 29 | 1  | Dnipro                |  |  |
| 14 | D | Masahudu Alhassan      | 12 gennaio 1992 (20 anni)   | 1  | 0  | Genoa                 |  |  |
| 15 | D | Isaac Vorsah           | 21 giugno 1988 (23 anni)    | 29 | 1  | Hoffenheim            |  |  |
| 17 | D | Lee Addy               | 26 settembre 1985 (26 anni) | 23 | 0  | Stella Rossa          |  |  |
| 18 | D | Jonathan Mensah        | 13 luglio 1990 (21 anni)    | 14 | 1  | Evian TG              |  |  |
| 21 | D | John Boye              | 23 aprile 1987 (24 anni)    | 4  | 0  | Rennes                |  |  |
|    |   |                        |                             |    |    |                       |  |  |
| 6  | C | Anthony Annan          | 21 giugno 1986 (25 anni)    | 49 | 1  | Schalke 04            |  |  |
| 8  | C | Emmanuel Agyemang-Badu | 2 dicembre 1990 (21 anni)   | 27 | 3  | Udinese               |  |  |
| 9  | C | Derek Boateng          | 2 maggio 1983 (28 anni)     | 30 | 1  | Dnipro                |  |  |
| 10 | C | André Ayew             | 17 dicembre 1989 (22 anni)  | 34 | 2  | Marsiglia             |  |  |
| 11 | C | Sulley Muntari         | 27 agosto 1984 (27 anni)    | 67 | 19 | Inter                 |  |  |
| 19 | C | Charles Takyi          | 12 novembre 1984 (27 anni)  | 1  | 0  | St. Pauli             |  |  |
| 20 | C | Kwadwo Asamoah         | 9 settembre 1988 (23 anni)  | 35 | 1  | Udinese               |  |  |
| 23 | C | Mohammed Abu           | 14 novembre 1991 (20 anni)  | 2  | 0  | Strømsgodset          |  |  |
|    |   |                        |                             |    |    |                       |  |  |
| 3  | A | Asamoah Gyan           | 22 novembre 1985 (26 anni)  | 53 | 27 | Al-Ain                |  |  |
| 12 | A | Prince Tagoe           | 9 novembre 1986 (25 anni)   | 28 | 7  | Bursaspor             |  |  |
| 13 | A | Jordan Ayew            | 11 settembre 1991 (20 anni) | 3  | 0  | Marsiglia             |  |  |

### Botswana
Allenatore:  Stanley Tshosane
| 1  | P | Noah Maposa             | 3 giugno 1985 (26 anni)     | 15 |  | Mochudi Centre Chiefs |  |  |
| 16 | P | Modiri Marumo           | 7 giugno 1976 (35 anni)     | 63 |  | Bay United            |  |  |
| 20 | P | Kabelo Dambe            | 10 maggio 1990 (21 anni)    | 1  |  | Township Rollers      |  |  |
|    |   |                         |                             |    |  |                       |  |  |
| 2  | D | Ndiyapo Letsholathebe   | 25 febbraio 1983 (28 anni)  | 46 |  | Police                |  |  |
| 3  | D | Mosimanegape Ramohibidu | 15 giugno 1985 (26 anni)    | 17 |  | BMC                   |  |  |
| 4  | D | Mmusa Ohilwe            | 17 aprile 1986 (25 anni)    | 16 |  | Gaborone United       |  |  |
| 5  | D | Mompati Thuma           | 5 aprile 1980 (31 anni)     | 67 |  | BDF XI                |  |  |
| 15 | D | Monametsi Kelebale      | 9 gennaio 1980 (32 anni)    | 0  |  | Nico United           |  |  |
| 18 | D | Mogogi Gabonamong       | 10 settembre 1982 (29 anni) | 48 |  | SuperSport United     |  |  |
| 22 | D | Tshepo Motlhabankwe     | 17 marzo 1981 (30 anni)     | 38 |  | Mochudi Centre Chiefs |  |  |
|    |   |                         |                             |    |  |                       |  |  |
| 6  | C | Ofentse Nato            | 1º ottobre 1989 (22 anni)   | 17 |  | Gaborone United       |  |  |
| 7  | C | Pontsho Moloi           | 28 novembre 1981 (30 anni)  | 75 |  | Mochudi Centre Chiefs |  |  |
| 8  | C | Phenyo Mongala          | 10 giugno 1985 (26 anni)    | 7  |  | Bloemfontein Celtic   |  |  |
| 11 | C | Dipsy Selolwane         | 27 gennaio 1978 (33 anni)   | 58 |  | SuperSport United     |  |  |
| 12 | C | Patrick Motsepe         | 1º luglio 1981 (30 anni)    | 7  |  | BDF XI                |  |  |
| 13 | C | Boitumelo Mafoko        | 29 agosto 1980 (31 anni)    | 21 |  | Santos                |  |  |
| 17 | C | Joel Mogorosi           | 2 agosto 1984 (27 anni)     | 27 |  | Mochudi Centre Chiefs |  |  |
| 19 | C | Mogakolodi Ngele        | 6 ottobre 1990 (21 anni)    | 3  |  | Township Rollers      |  |  |
| 21 | C | Lemponye Tshireletso    | 26 agosto 1987 (24 anni)    | 3  |  | BDF XI                |  |  |
| 23 | C | Othusitse Pilane        | 26 febbraio 1983 (28 anni)  | 8  |  | Mochudi Centre Chiefs |  |  |
|    |   |                         |                             |    |  |                       |  |  |
| 9  | A | Jerome Ramatlhakwane    | 29 ottobre 1985 (26 anni)   | 14 |  | Svincolato            |  |  |
| 10 | A | Moemedi Moatlhaping     | 14 luglio 1985 (26 anni)    | 34 |  | Bay United            |  |  |
| 14 | A | Onalethata Tshekiso     | 14 maggio 1980 (31 anni)    | 17 |  | Township Rollers      |  |  |

### Mali
Allenatore:  Alain Giresse
| 1  | P | Oumar Sissoko     | 13 settembre 1987 (24 anni) | 6  | 0  | Metz          |  |  |
| 16 | P | Soumbeïla Diakité | 25 agosto 1984 (27 anni)    | 11 | 0  | Stade Malien  |  |  |
| 22 | P | Alimamy Sogoba    | 13 settembre 1987 (24 anni) | ?  | ?  | AS Réal       |  |  |
|    |   |                   |                             |    |    |               |  |  |
| 2  | D | Abdoulaye Maïga   | 1º agosto 1987 (24 anni)    | 5  | 0  | USM           |  |  |
| 3  | D | Adama Tamboura    | 18 maggio 1985 (26 anni)    | 38 | 0  | Metz          |  |  |
| 4  | D | Ousmane Berthé    | 5 febbraio 1987 (24 anni)   | 6  | 0  | Jomo Cosmos   |  |  |
| 5  | D | Cédric Kanté      | 6 luglio 1979 (32 anni)     | 35 | 1  | Panathīnaïkos |  |  |
| 13 | D | Idrissa Coulibaly | 19 dicembre 1987 (24 anni)  | 4  | 0  | Espérance     |  |  |
| 14 | D | Drissa Diakité    | 18 febbraio 1985 (26 anni)  | 25 | 0  | Nizza         |  |  |
| 21 | D | Mahamadou N’Diaye | 21 luglio 1990 (21 anni)    | 0  | 0  | Vitória       |  |  |
| 23 | D | Ousmane Coulibaly | 9 luglio 1989 (22 anni)     | 1  | 0  | Brest         |  |  |
|    |   |                   |                             |    |    |               |  |  |
| 7  | C | Abdou Traoré      | 17 gennaio 1988 (24 anni)   | 14 | 2  | Bordeaux      |  |  |
| 8  | C | Souleymane Keïta  | 24 novembre 1986 (25 anni)  | 4  | 0  | Sivasspor     |  |  |
| 12 | C | Seydou Keita      | 16 gennaio 1980 (32 anni)   | 63 | 17 | Barcellona    |  |  |
| 15 | C | Bakaye Traoré     | 6 marzo 1985 (26 anni)      | 13 | 1  | Nancy         |  |  |
| 17 | C | Mahamane Traoré   | 31 agosto 1988 (23 anni)    | 8  | 0  | Nizza         |  |  |
| 18 | C | Samba Sow         | 29 aprile 1989 (22 anni)    | 5  | 0  | Lens          |  |  |
| 19 | C | Sidy Koné         | 6 giugno 1992 (19 anni)     | 8  | 0  | Lione         |  |  |
| 20 | C | Samba Diakité     | 24 gennaio 1989 (22 anni)   | 0  | 0  | Nancy         |  |  |
|    |   |                   |                             |    |    |               |  |  |
| 6  | A | Mustapha Yatabaré | 26 gennaio 1986 (25 anni)   | 2  | 1  | Guingamp      |  |  |
| 9  | A | Cheick Diabaté    | 25 aprile 1988 (23 anni)    | 12 | 5  | Bordeaux      |  |  |
| 10 | A | Modibo Maïga      | 3 settembre 1987 (24 anni)  | 16 | 3  | Sochaux       |  |  |
| 11 | A | Garra Dembélé     | 21 febbraio 1986 (25 anni)  | 1  | 0  | Friburgo      |  |  |

### Guinea
Allenatore:  Michel Dussuyer
| 1  | P | Naby Yattara           | 12 gennaio 1984 (28 anni)   |  |  | Arles-Avignon      |  |  |
| 16 | P | Abdoul Aziz Keita      | 16 febbraio 1989 (22 anni)  |  |  | Kaloum             |  |  |
| 22 | P | Buba Camara            | 1º giugno 1993 (18 anni)    |  |  | Alcoyano           |  |  |
|    |   |                        |                             |  |  |                    |  |  |
| 3  | D | Ibrahima Sory Bangoura | 25 luglio 1987 (24 anni)    |  |  | Djoliba            |  |  |
| 5  | D | Bobo Baldé             | 5 ottobre 1975 (36 anni)    |  |  | Arles-Avignon      |  |  |
| 6  | D | Kamil Zayatte          | 7 marzo 1985 (26 anni)      |  |  | Istanbul BB        |  |  |
| 13 | D | Morlaye Cissé          | 19 dicembre 1983 (28 anni)  |  |  | Gafsa              |  |  |
| 15 | D | Oumar Kalabane         | 8 aprile 1981 (30 anni)     |  |  | Al Dhafra          |  |  |
| 17 | D | Thierno Bah            | 5 ottobre 1982 (29 anni)    |  |  | Losanna            |  |  |
| 18 | D | Ibrahima Diallo        | 26 settembre 1985 (26 anni) |  |  | Waasland-Beveren   |  |  |
| 23 | D | Lanfia Camara          | 3 ottobre 1986 (25 anni)    |  |  | WS Woluwe          |  |  |
|    |   |                        |                             |  |  |                    |  |  |
| 2  | C | Pascal Feindouno       | 27 febbraio 1981 (30 anni)  |  |  | Sion               |  |  |
| 4  | C | Mamadou Diouldé Bah    | 25 aprile 1988 (23 anni)    |  |  | Stoccarda          |  |  |
| 8  | C | Ibrahima Traoré        | 21 aprile 1988 (23 anni)    |  |  | Stoccarda          |  |  |
| 9  | C | Sadio Diallo           | 28 dicembre 1990 (21 anni)  |  |  | Bastia             |  |  |
| 11 | C | Ibrahim Yattara        | 3 giugno 1980 (31 anni)     |  |  | Al-Shabab          |  |  |
| 12 | C | Ibrahima Conté         | 3 aprile 1991 (20 anni)     |  |  | Gent               |  |  |
| 14 | C | Naby Soumah            | 4 agosto 1985 (26 anni)     |  |  | Sfaxien            |  |  |
| 20 | C | Habib Baldé            | 8 aprile 1985 (26 anni)     |  |  | Universitatea Cluj |  |  |
|    |   |                        |                             |  |  |                    |  |  |
| 7  | A | Abdoul Camara          | 20 febbraio 1990 (21 anni)  |  |  | Sochaux            |  |  |
| 10 | A | Ismaël Bangoura        | 2 gennaio 1985 (27 anni)    |  |  | Al-Nasr            |  |  |
| 19 | A | Alhassane Bangoura     | 30 marzo 1992 (19 anni)     |  |  | Rayo Vallecano     |  |  |
| 21 | A | Ousmane Barry          | 27 settembre 1991 (20 anni) |  |  | Étoile du Sahel    |  |  |

## Giocatori per campionato
al 21 gennaio 2012
| Paese       | Giocatori | Percentuale |
| ----------- | --------- | ----------- |
| Totale      | 368       |             |
| Francia     | 61        | 16.58%      |
| Sudan       | 24        | 6.52%       |
| Tunisia     | 23        | 6.25%       |
| Botswana    | 16        | 4.35%       |
| Inghilterra | 16        | 4.35%       |
| Spagna      | 16        | 4.35%       |
| Sudafrica   | 16        | 4.35%       |
| Germania    | 14        | 3.80%       |
| Turchia     | 14        | 3.80%       |
| Libia       | 13        | 3.53%       |
| Angola      | 11        | 2.99%       |
| Gabon       | 11        | 2.99%       |
| Belgio      | 10        | 2.72%       |
| Altri       | 124       | 33.70%      |